# Lengua escarlata

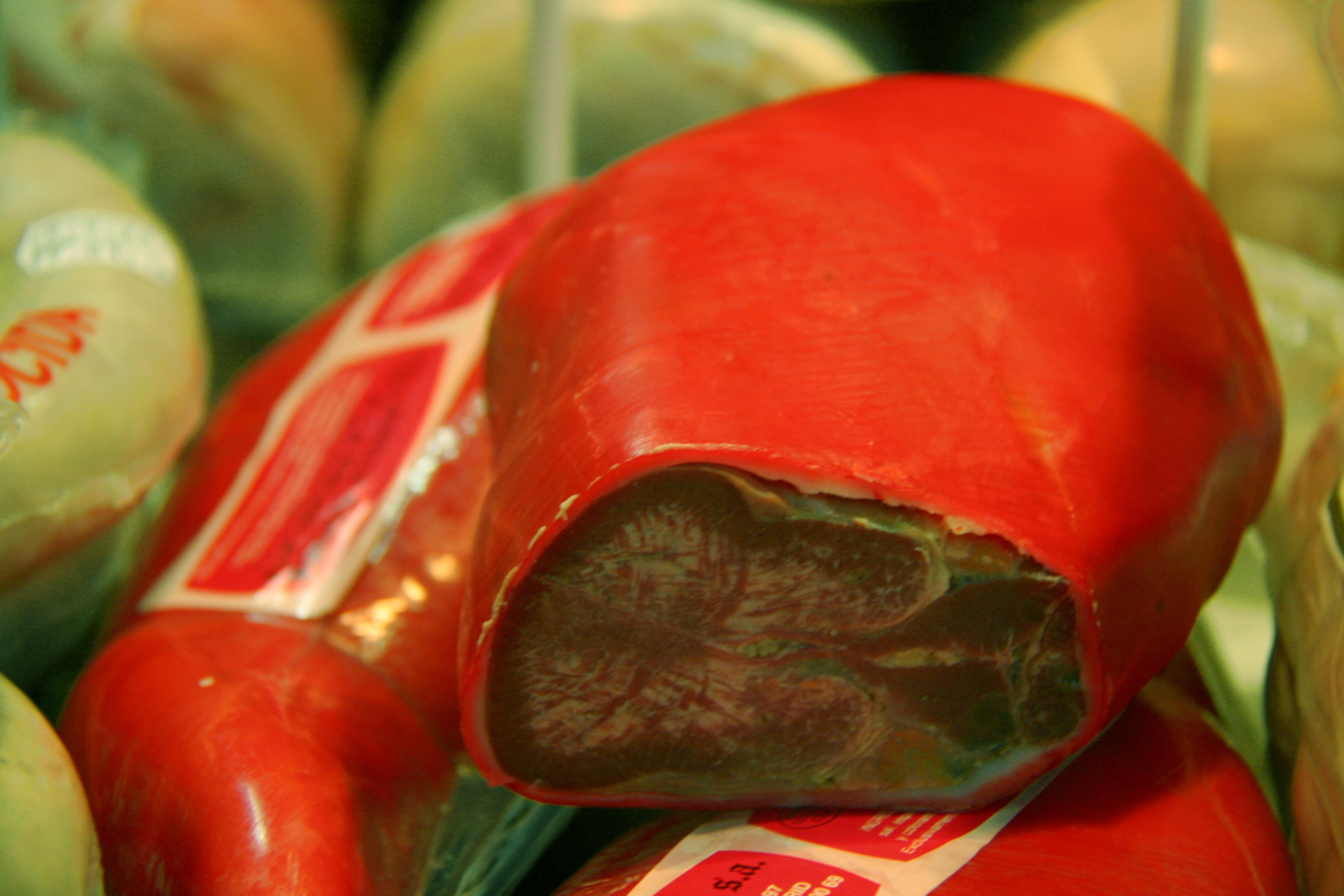
Una lengua escarlata, mostrando el corte típico.

La lengua escarlata se trata de un fiambre elaborado con lengua de vacuno. Suele prepararse en salazón y su textura, así como su sabor le hicieron muy popular en las meriendas y picnics de finales del siglo XIX y comienzos del siglo XX. El color sonrosado de la lengua, que le da el nombre de escarlata, es debido a los procesos de nitración durante las primeras fases de salazón. Suele servirse cortada en finas rodajas.

## Características
La lengua escarlata es una preparación con sal que permite elaborar un fiambre de muy bajo contenido en grasa. La salazón se realiza sobre una lengua de vacuno y se deja reposar durante cerca de una semana en abundante sal. Cada pieza suele pesar en torno a los dos kilos. Tras ello se cuece durante un par de horas (el tiempo dependerá del tamaño de la pieza), se deja reposar en su caldo. Suelen cortarse unas finas telas de tocino y se suele envolver la lengua en este manto escamado, tras ello la pieza se embute en una tripa con el cuidado de que no se desmonte la capa de tocino. El tocino se pone para que el embutido conserve su textura y no pierda humedad poniéndose negro. Tras esta operación la lengua embutida se escalda y se deja enfriar. Ya frío se dora la piel con carmín vegetal (carmín bretón).

## Usos
Se suele servir como embutido, aunque en algunas ocasiones se emplea en la elaboraciones de algunas salsas como es el caso de la Zíngara.